# Роббінсдейл (Міннесота)
Роббінсде́йл (англ. Robbinsdale) — місто (англ. city) в окрузі Ганнепін, штат Міннесота, США. Населення — 13 953 особи (2010).

## Географія
Роббінсдейл розташований за координатами 45°1′28″ пн. ш. 93°19′50″ зх. д. / 45.02444° пн. ш. 93.33056° зх. д. (45.024518, -93.330630). За даними Бюро перепису населення США 2010 року місто мало площу 7,73 км², з яких 7,23 км² — суходіл та 0,50 км² — водні об'єкти.

## Демографія
Згідно з переписом 2010 року, у місті мешкали 13 953 особи в 6032 домогосподарствах у складі 3375 родин. Густота населення становила 1806 осіб/км². Було 6416 помешкань (830/км²).
Расовий склад населення:
| - 76,5 % — білих - 13,8 % — чорних або афроамериканців - 3,3 % — азіатів - 0,5 % — корінних американців - 0,1 % — вихідців з тихоокеанських островів - 1,9 % — осіб інших рас |

До двох чи більше рас належало 3,9 %. Частка іспаномовних становила 4,6 % від усіх жителів.
За віковим діапазоном населення розподілялося таким чином: 22,0 % — особи молодші 18 років, 65,6 % — особи віком 18—64 років, 12,4 % — особи у віці 65 років та старші. Медіана віку мешканця становила 36,9 року. На 100 осіб жіночої статі в місті припадало 90,7 чоловіків;  на 100 жінок у віці від 18 років та старших — 87,4 чоловіків також старших 18 років.
Середній дохід на одне домашнє господарство  становив 68 962 долари США (медіана — 57 357), а середній дохід на одну сім'ю — 79 824 долари (медіана — 73 680). Медіана доходів становила 51 067 доларів для чоловіків та 48 159 доларів для жінок. За межею бідності перебувало 12,8 % осіб, у тому числі 16,2 % дітей у віці до 18 років та 19,3 % осіб у віці 65 років та старших.
Цивільне працевлаштоване населення становило 7552 особи. Основні галузі зайнятості: освіта, охорона здоров'я та соціальна допомога — 26,3 %, роздрібна торгівля — 14,5 %, фінанси, страхування та нерухомість — 11,3 %, виробництво — 10,1 %.